# Ardesio
Ardesio ist eine italienische Gemeinde (comune) mit 3308 Einwohnern (Stand 31. Dezember 2023) in der Provinz Bergamo, Region Lombardei.

## Geographie
Die Gemeinde umfasst die Fraktionen Albareti, Ave, Babes, Bani, Botto Alto, Cacciamali, Carpignolo Ponte Seghe, Cerete, Ludrigno, More Marinoni, Piazzolo, Rizzolo, Valcanale, Valle, Valzella, und Zanetti. Die Nachbargemeinden Ardesios sind Branzi, Gromo, Oltre il Colle, Oltressenda Alta, Parre, Premolo, Roncobello, Valgoglio und Villa d’Ogna.

## Veranstaltungen
- Am letzten Sonntag des Januars gibt es in Ardesio eine Ziegen- und Esel-Ausstellung. Bei dieser Ausstellung werden alle Ziegen- bzw. Esel-Arten vorgestellt. Am Ende der Veranstaltung wird die schönste Ziege gekürt.
- „La scasada dol zenerù“ steht für die Verabschiedung der kalten Jahreszeit. In der Stadthalle wird eine Puppe, die den Winter darstellt, verbrannt.
- Am 23. Juni wird der Jahrestag der Marien-Erscheinung gefeiert. Zwei Mädchen sollen im Ort im Jahre 1607 die Jungfrau Maria gesehen haben. Während des Tages gibt es eine Prozession durch den Ort mit einer Marien-Statue.